# Peter Schmidt (veterinär)
Peter Leonard Schmidt, född den 4 maj 1859 i Levene socken, Skaraborgs län, död den 25 augusti 1939 i Stockholm, var en svensk veterinär. Han var bror till Tell och Sixten Schmidt.
Schmidt avlade veterinärexamen i Stockholm 1886. Han blev bataljonsveterinär vid Skånska dragonregementet 1887, regementsveterinär vid Andra Göta artilleriregemente 1895 och vid Livregementets dragoner 1899. Schmidt blev fältveterinär och chef för fältveterinärbyrån i Arméförvaltningens sjukvårdsstyrelse 1907 samt var överfältveterinär 1919–1921. Han var lärare vid Alnarp 1889–1895 och tillförordnad professor vid veterinärinstitutet 1896–1897. Schmidt skrev bland annat Handbok i hästkännedom för de beridna vapnens underofficersskolor (1897), Handbok för arméns hofslagare (1907), Handbok för arméns veterinärer (1911) och Handbok för veterinärtjänsten i fält (1920).